# 松方コレクション

ゴッホ『ファンゴッホの寝室』　1889年　オルセー美術館

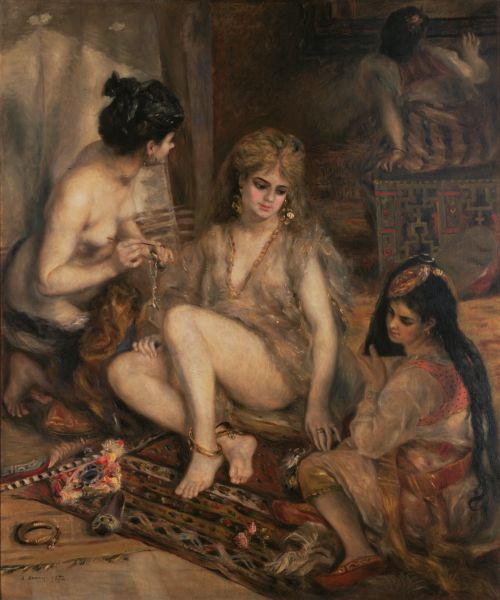
ルノワール『アルジェリア風のパリの女たち』1872年 国立西洋美術館

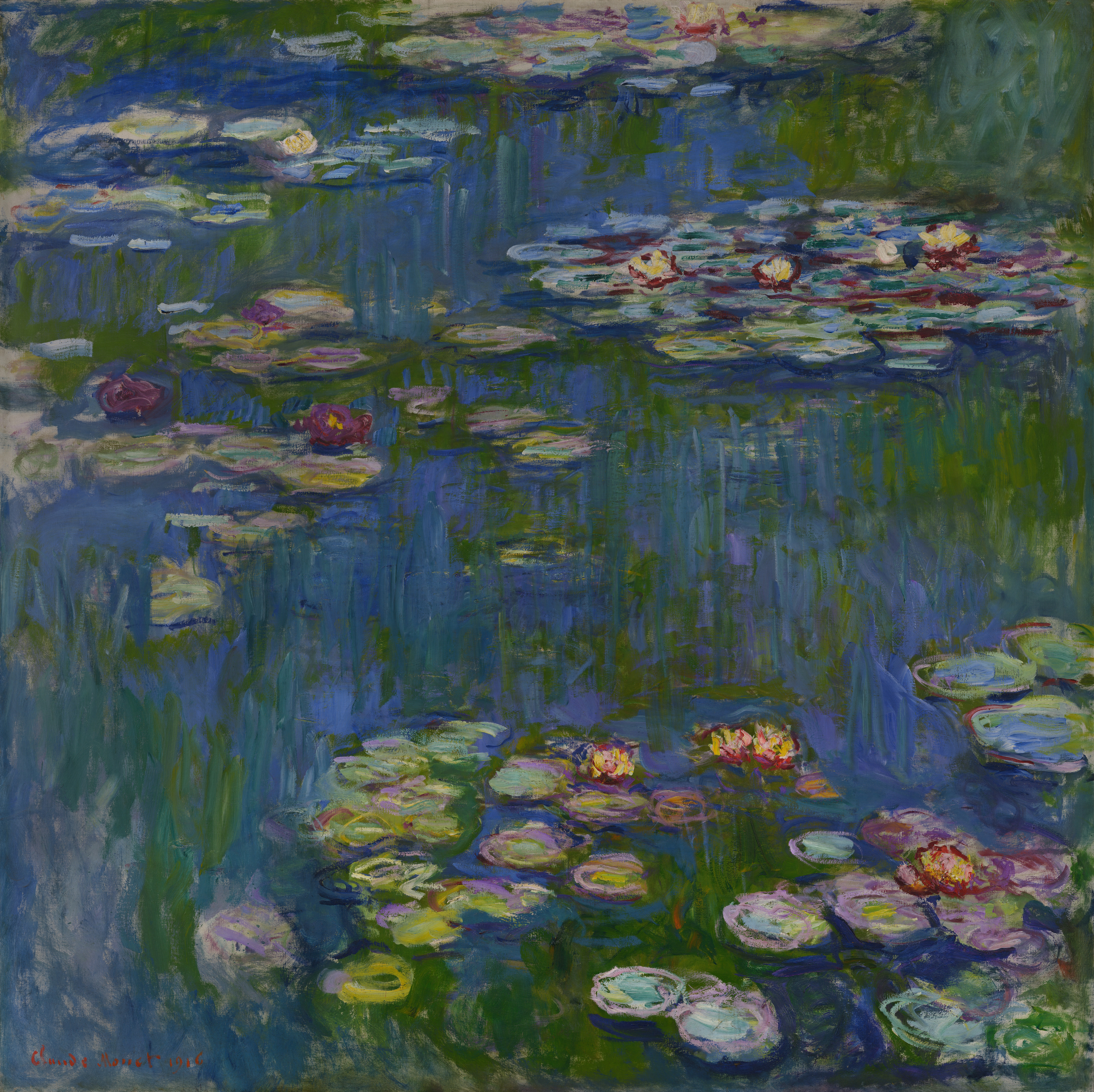
モネ『睡蓮』1916年 国立西洋美術館

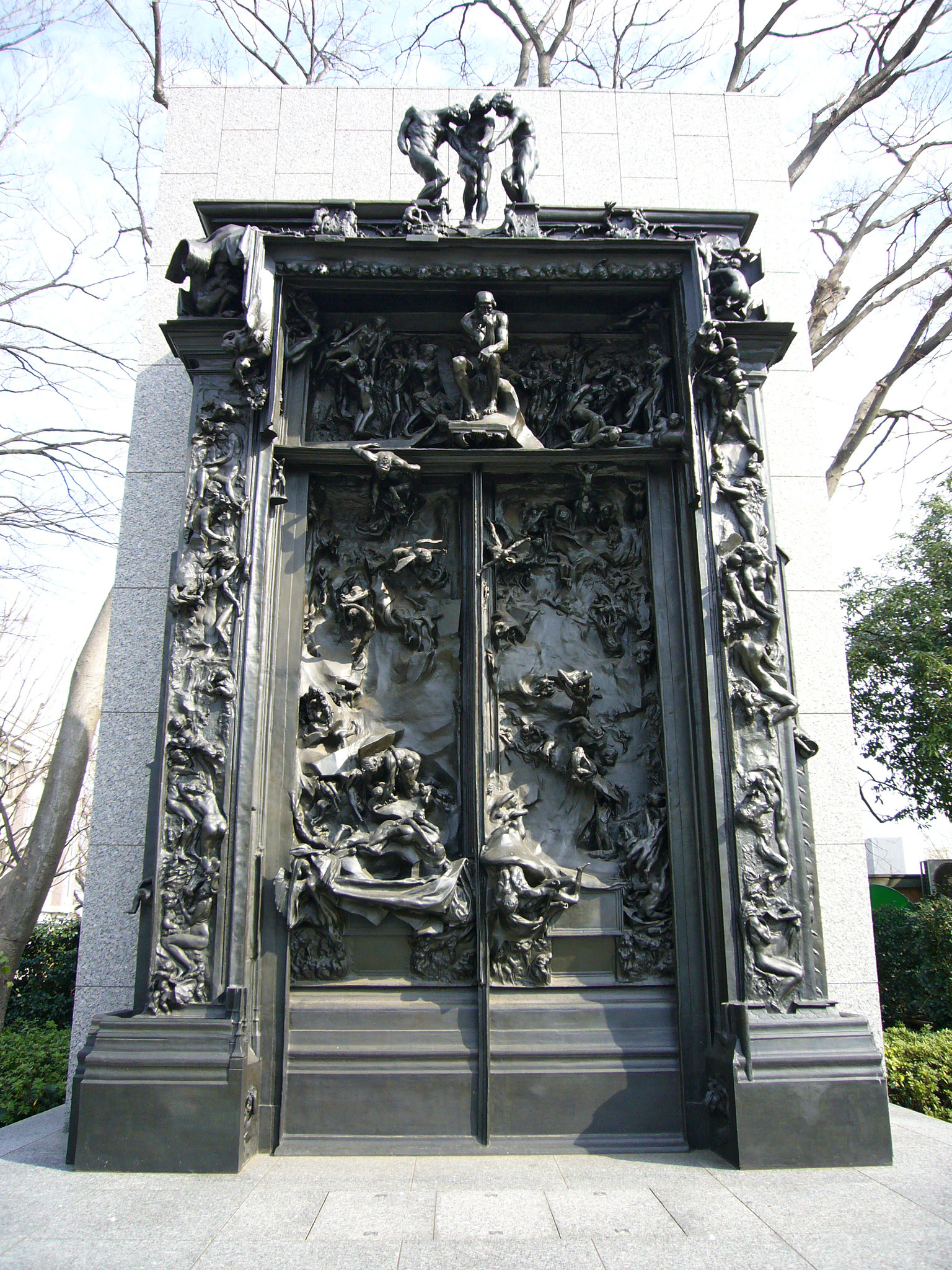
ロダン『地獄の門』1880 - 1917年 国立西洋美術館

松方コレクション（まつかたコレクション）は、日本の実業家であった松方幸次郎が大正初期から昭和初期（1910年代から1920年代）にかけて築いた美術品コレクション。浮世絵が約8000点、西洋美術品が約3000点で総数は1万点を超えていた。現在、浮世絵コレクションは東京国立博物館に所蔵されている。西洋美術コレクションの一部は国立西洋美術館に所蔵されている。

## 概要
川崎造船所（川崎重工業の前身）社長を務めた実業家の松方幸次郎 (1865 - 1950) が1916年頃からの10年余に、イギリス、フランス、ドイツ等で収集した美術コレクションで、西洋近代の絵画・彫刻と日本の浮世絵が主体である。中世ヨーロッパの板絵やタペストリーも含む。
西洋美術コレクション約3000点については散逸・焼失した作品も多い（参考文献の項の『松方コレクション 西洋美術全作品』参照）が、このうち、フランス政府から返還された近代フランス絵画・彫刻等370点を基礎として、1959年に東京・上野に国立西洋美術館が開設された。特にモネの絵画、ロダンの彫刻（『地獄の門』など）がまとまって収集されている。
約8000点の浮世絵コレクションは、美術商の山中定次郎を通じて、フランスの宝石細工師で日本美術コレクターのアンリ・ヴェヴェールから買い戻したものが中心で、一括して東京国立博物館の所蔵となっている。喜多川歌麿、東洲斎写楽らの名品を含む、一級のコレクションである。　

## 収集の経過
松方は、内閣総理大臣を務めた松方正義の子である。大学予備門（後の東京大学）に進学するが、校内紛争に関わったかどで放校処分となる。その後、1884年（明治17年）にアメリカ合衆国へ留学。ラトガーズ大学を経て、エール大学で法学の博士号を取得し、1890年に帰国した。帰国後は首相となった父・松方正義の秘書を務めた後、川崎造船所創業者の川崎正蔵に見込まれ、1896年、株式会社へ改組した同造船所の初代社長に就任した。川崎正蔵と松方正義は同郷（薩摩藩）の旧友であり、幸次郎の留学費用も川崎が用立てていた。
第一次世界大戦に伴う船舶需要の高まりを受け、松方は積極経営で業績を拡大していった。松方が美術品収集を開始したのは、1916年（大正5年）3月から1918年にかけての欧州滞在時のことである。松方はアメリカ経由でイギリスの首都ロンドンへ向かった。この渡航は、川崎造船所のために貨物船の売り込みや鉄などの資材の買付をすることが主目的であった。
美術品収集を始めた経緯については諸説あるが、ロンドンの画廊で、興味本位で絵画を購入したことがきっかけであったという。1916年、松方はベルギー出身のイギリスの画家フランク・ブラングィンと知り合った。同世代の2人は親しい友人となり、ブラングィンは松方の美術コレクションのアドバイザーも務めた。松方は1918年までのロンドン滞在中に、イギリス絵画を中心とする1000点以上の作品を収集した。この他、1918年にはフランスの宝石商アンリ・ヴェヴェールが持っていた浮世絵約8000点を一括購入。同じ年、リュクサンブール美術館館長（後にロダン美術館館長となる）のレオンス・ベネディットの仲介で、ロダンの代表作を一括購入している。
上記の1916年から1918年にかけての欧州滞在を第1回目の収集旅行とすると、2回目の収集旅行は1921年（大正10年）4月から1922年2月にかけてで、この時はロンドンのほか、パリ、ベルリンに渡った。この時の渡航は、日本海軍の依頼で、第一次世界大戦で猛威を振るったドイツ帝国海軍の潜水艦（Uボート）の設計図を入手するのが密かな目的だったという。
松方の名は既にコレクターとして知られており、パリのベルネーム・ジューヌやディラン・リュエル等の画商巡りには、1921年3月からパリに留学中でフランス語が堪能な成瀬正一が屡々同行した。成瀬の松岡譲宛書簡（1921・9・5付）には、「此頃松方さんが 来て方々絵を買ひに歩いてゐる。ゴオガン十五六枚、セザンヌ四十八枚、クウルベ十枚を筆頭に沢山買つた。矢代君も一緒だ。日本で展覧したら立派なものだらう。世界の大抵の美術館には劣るまい。八百枚以上の名画があるんだから」とある。
矢代幸雄が後年『芸術新潮』に書いた「松方幸次郎」には「当時、私と共に松方さんについて歩いたのは、私と東大以来親しくしていた成瀬正一であった。成瀬は十五銀行の頭取の息子で、菊池や芥川の仲間であった。彼の当時新婚の奥さんは、川崎造船所の川崎家より来ており、従って松方さんはこの新婚の夫婦をパリで子供のように可愛がり、また成瀬は絵が好きなので、松方さんの画商めぐりにはよく私と一緒について歩き、また二人で松方さんの顔をきかせて方々の蒐集家を訪問して、いろいろ見せてもらつた。それで自然に成瀬は松方さんに画の選択について言うことになっていたが、もともと非常に金持ちの坊っちゃんで臆面なしであり、殊に、松方さんには何でも言える間柄であったから、成瀬の意見は松方さんに通りがよく、それで私は屡々松方さんに何か言う時、成瀬に応援を頼んだ。...彼は殊に二人の画家を推奨して已まなかった。一人はギュスターブ・モローであり、これは確かに彼の文学趣味から来ていた。...もう一つ成瀬が好きだったのはクールベーであった。...松方さんと一緒に歩くと、頻りにクールベーを求めるので、しまいには画商の方も承知して何時行っても何かよいクールベーを見せてくれるようになった。その中には随分いいクールベーもあったが、どの程度松方さんが買われたか、よく知らない。しかし日本に割合に多くクールベーの佳品から、以下いろいろの程度のクールベー風の作品が入っているのは、成瀬と共に歩く松方さんが自然に多くクールベーを買われ、その結果、敏感なるパリの美術市場は日本人のお客とみれば、クールベーを出して見せたためではなかろうか。お陰で私はよいクールベーの勉強が出来、松方コレクションにもよい作品が入っているようである。」とある。
松方は当時健在であった印象派の巨匠モネとも直接に交渉し、作品を購入した。画商などから購入する時も剛胆で、ステッキで「ここからここまで」と指して購入したとの逸話も伝えられる。パリ近郊ジヴェルニーにあったモネ邸を1921年に訪問した際の様子は、矢代の著書『芸術のパトロン』に描写されている。それによると、松方はモネの自邸に飾ってある自作の中から18点を選び、所望した。モネは「自宅に飾ってあるのは自分のお気に入りの作品だが」と言いつつ、「君はそんなに私の作品が好きなのか」と言って快く譲渡してくれたという。
同じく矢代の伝えるところによれば、画商ポール・ローザンベールのところで見かけたゴッホの『ファンゴッホの寝室』とルノワールの『アルジェリア風のパリの女たち』の2作は希代の傑作なので、ぜひ購入するよう、矢代は松方に熱心に勧めたという。矢代があまりしつこく勧めるので、松方は買わずに店を出てしまった。「あの傑作の価値がわからないのか」と憤っていた矢代が、しばらくしてから松方の所を訪れると、『ファンゴッホの寝室』『アルジェリア風のパリの女たち』の2作とも買ってあったという。これは、画商に手の内をみせて、絵の値段を吊り上げられないようにという、松方の計算もあったのではないかと言われている。
当時、松方は「私が自由に使える金が三千万円できた」と矢代に語ったということであり、これは現在の通貨価値に換算すれば300億円程度と推定される。
1926年（大正15年）3月の光風会展で、松方コレクションの一部（ゴッホ、セザンヌ、ゴーギャン、ルノワールの作品など）が特別展示の形で一般公開された。
また同年5月、ジュネーブで開催された第8回国際労働会議に日本の使用者側代表として出席するなど欧州滞在の機会があった。1927年（昭和2年）4月にかけてもヨーロッパに滞在し、コレクションを増やした。

## コレクションの行方
松方は共楽美術館という美術館を設立する構想を持っており、ブラングィンが設計図を作成していた（ブラングィンが描いた共楽美術館の構想図は現在、国立西洋美術館が所蔵している）。しかし、1927年に世界恐慌の影響で川崎造船所の経営が破綻し、負債整理のため松方も私財を提供せざるを得なくなった。そのため、日本にあったコレクションは十五銀行、藤木ビル等の担保となり、売立てにより西洋美術1000点以上が散逸してしまった（その一部が現在、ブリヂストン美術館（現在のアーティゾン美術館）、大原美術館に収蔵されている）。浮世絵のコレクション約8000点は、昭和13年（1938年）に皇室へ献上され、昭和18年（1943年）に帝室博物館（現在の東京国立博物館）へ移管された。
一方、日本国外で保管していたコレクションは散逸を免れたが、1924年に実施された10割関税（関東大震災の復興資金のため、買値の10割の関税、つまり買値と同額の税金がかかった）が日本移送の障害となった。昭和初期に軍国主義、国粋主義的風潮が強まる中で、西洋美術のコレクションは軍部に悪印象を与えるのを恐れたこと等もあって、そのまま日本国外に保管されていた。
ロンドンで保管されていたコレクション（約900点と推測されている）は1939年に火災で焼失してしまった。パリにあった400点以上のコレクションはロダン美術館に預けられていたが（428点との説がある）、第二次世界大戦のナチス・ドイツのフランス侵攻により、元大日本帝国海軍大尉の日置釭三郎の尽力によりパリ近郊のアボンダンに疎開させられた。ナチス・ドイツによる略奪は免れたものの、ナチス・ドイツと同盟して枢軸国であった日本は、本国を奪還したフランスにとって敵国かつ敗戦国となったため、在仏の松方コレクションは敵国財産としてフランス政府に接収されてしまった。
1947年10月22日には、パリで松方コレクションの一部が競売にかけられた。
松方は1950年に死去するが、孫の松本健の回想によると、晩年はフランスからの返還に備えて受け取りサインを書く練習をしていたという。

### 返還の経緯
フランス政府に押収された松方コレクションの返還交渉は1950年から始まった。交渉は難航したが、1951年のサンフランシスコ講和会議の際に、吉田茂首相がフランスの外務大臣に要求し、返還されることが決まった（平和条約によれば、フランスを含む連合国に管理されている日本の財産はそれぞれの国が没収するが、日本の占領地以外に合法的に居住していた個人の財産は例外規定により、所有者に返還されるはずであった）。しかし、その後の交渉の中で、コレクション中、重要なゴーギャンやゴッホなどいくつかの作品についてはフランス側が譲らず、結局、絵画196点、素描80点、版画26点、彫刻63点、書籍5点の合計370点の作品が、美術館を建設して展示するという条件付きで日本政府に返還された。フランス側は「寄贈だ」と主張したため、「寄贈返還」という言葉が使われた。返還交渉にあたった矢代幸雄らは特に『ファンゴッホの寝室』と『アルジェリア風のパリの女たち』を要求したが、前者の返還は認められなかった。
受入れのための美術館はル・コルビュジエにより基本設計が行われ、1959年に国立西洋美術館として開館した。

## コレクションの研究
松方本人や関係者がコレクションについてまとまった著作・記録をまとめることもないまま、松方が経営していた事業の破綻で、コレクションのうち西洋美術については多くを手放すこととなった。保管場所も日欧に分かれ、コレクション全体が一堂に集められたこともない。このため「幻のコレクション」とも呼ばれてきた。
国立西洋美術館はコレクションの調査や買戻しを現在まで続けている。特に近年は各国の美術館や画商が保有する作品リストと過去のアーカイブがインターネットで閲覧・入手できるようになり、散逸・現存作品の所在確認が大きく進んだ。
2016年9月には松方コレクション953点分の作品リスト（絵画255点、版画554点、彫刻17点等）がロンドンで見つかったことが公表された。リストは、松方と取引のあったロンドンの画商が遺したもので、2010年、テート美術館に寄贈された文書に含まれていた。
またコレクションの一部（348点）を1920年代半ば頃に撮影したとみられるガラス乾板が、フランス文化省建築・文化財メディアテーク写真部門で見つかった。現在では所在不明の作品や大きく破損した絵画も含まれている。

## 主な作品

### 国立西洋美術館所蔵
1959年にフランス政府から返還された作品（370点）については、国立西洋美術館の項を参照。なお、同美術館はこれ以外にも購入または寄贈により旧松方コレクションに由来する美術品を所蔵している。下記のうち、ミレイ、ロセッティ、セガンティーニの作品は、戦前に売り立てられた旧松方コレクションの作品で、購入または寄贈によって館蔵となったもの。ドーミエ、マネ、ピサロは、松方家から寄贈されたものである。
- ジョン・エヴァレット・ミレイ『あひるの子』
- ロセッティ『愛の杯』
- セガンティーニ『羊の剪毛』
- ドーミエ『観劇』
- マネ『ブラン氏の像』
- ピサロ『収穫』
- モネ 『睡蓮―柳の反映』 - 60年以上所在不明となっていたが、ルーブル美術館の収蔵庫でロールに巻かれた状態（キャンパスの半分以上が失われていた）で発見され、2018年に返還された[14]。

### ブリヂストン美術館所蔵
ブリヂストン美術館（現在のアーティゾン美術館）には松方コレクション由来の作品が16点ある。うち、モネ『雨のベリール』は松方家から寄贈されたもの。
- レンブラント『聖書あるいは物語に取材した夜の情景』（旧タイトル『ペテロの否認』）
- コロー『オンフルールのトゥータン農場』
- ピサロ『菜園』
- ピサロ『ブージヴァルのセーヌ河』
- マネ『自画像』
- マネ『オペラ座の仮装舞踏会』
- シスレー『サン＝マメス6月の朝』
- モネ『アルジャントゥイユの洪水』
- モネ『雨のベリール』
- ルノワール『カーニュのテラス』
- ルノワール『少女』
- ゴーギャン『ポン＝タヴェン付近の風景』
- ドービニー『レ・サーブル＝ドロンヌ』
- ファン・デル・クロース『ライスヴェイク城』

他に、ゴーギャンとゴッホ各1点があるが、現在では疑問作とされている。

### その他
- ドガ『マネとマネ夫人の肖像』（北九州市立美術館）
- モネ『積みわら』（大原美術館）

### フランスに残された作品
1959年のフランス政府による松方コレクション寄贈返還の際、フランスに留め置かれたものである。
オルセー美術館蔵
- ボンヴァン『チーズのある静物』
- ボンヴァン『鴨のある静物』
- ボンヴァン『野兎のある静物』
- クールベ『フラジェの農夫たち』
- マネ『ビール･ジョッキを持つ女』
- ゴーギャン『シュフネッケルの家族』
- ゴーギャン『扇のある静物』
- ゴーギャン『ブルターニュの風景』
- ゴーギャン『ヴァイルマティ』
- ゴッホ 『アルルの寝室』
- ロートレック『ジュスティーヌ・デュールの肖像』

ルーヴル美術館（素描版画室）蔵
- セザンヌ『ジョルジョーネの《田舎の合奏》より』（水彩）
- セザンヌ『サント・ヴィクトワール山』（水彩）
- セザンヌ『調理台の上の瓶とポット』（水彩）
- モロー『ジョット』（水彩）

ポンピドゥ・センター国立近代美術館蔵
- マルケ『サン・ミシェル橋』
- スーティン『鶏』
- スーティン『ページ・ボーイ』
- ピカソ『読書する婦人』

ロダン美術館蔵
- ロダン『カレーの市民』[17]

### 書籍・図録
- 石田修大『幻の美術館 甦る松方コレクション』 丸善ライブラリー、1995
- 石橋財団ブリヂストン美術館編『西洋美術に魅せられた15人のコレクターたち』展示図録、1997
- 川口雅子・陳岡めぐみ編『松方コレクション 西洋美術全作品（全2巻）』平凡社：『総目録』後の調査で明らかになった約1000点の情報が加えられている。
  - 川口雅子、陳岡めぐみ 編『松方コレクション 西洋美術全作品　第１巻　絵画』平凡社、2018年。ISBN 9784582284492。
    - 絵画・1207点

  - 川口雅子、陳岡めぐみ 編『松方コレクション 西洋美術全作品　第２巻　彫刻・素描・版画・工芸その他』平凡社、2019年。ISBN 9784582284508。
    - 彫刻・素描など約1800点
- 国立西洋美術館『松方コレクション展』、2019年
  - 「松方コレクション展」（国立西洋美術館、2019年）の図録。コレクションについて紹介・解説している。
- 矢代幸雄『藝術のパトロン　松方幸次郎、原三溪、大原二代、福島コレクション』新版・中公文庫、2019年
- 米村秀司『昭和金融恐慌と薩州財閥　-川崎造船所・十五銀行　崩壊の軌跡」　ラグーナ出版　2020年
- 原田マハ『美しき愚かものたちのタブロー』 文藝春秋社、2019

### 雑誌記事
- 「特集 なるか、世界遺産 国立西洋美術館のすべて」- 『芸術新潮』710号、新潮社、2009

## 関連文献
- 高階秀爾編「松方コレクション」- 『近代の美術』2号、至文堂、1971
- 神戸市立博物館『松方コレクション西洋美術総目録』（1990年）